# Gallatin County (Montana)
Gallatin County is een county in de Amerikaanse staat Montana.
De county heeft een landoppervlakte van 6.749 km² en telt 67.831 inwoners (volkstelling 2000). De hoofdplaats is Bozeman.

## Bevolkingsontwikkeling

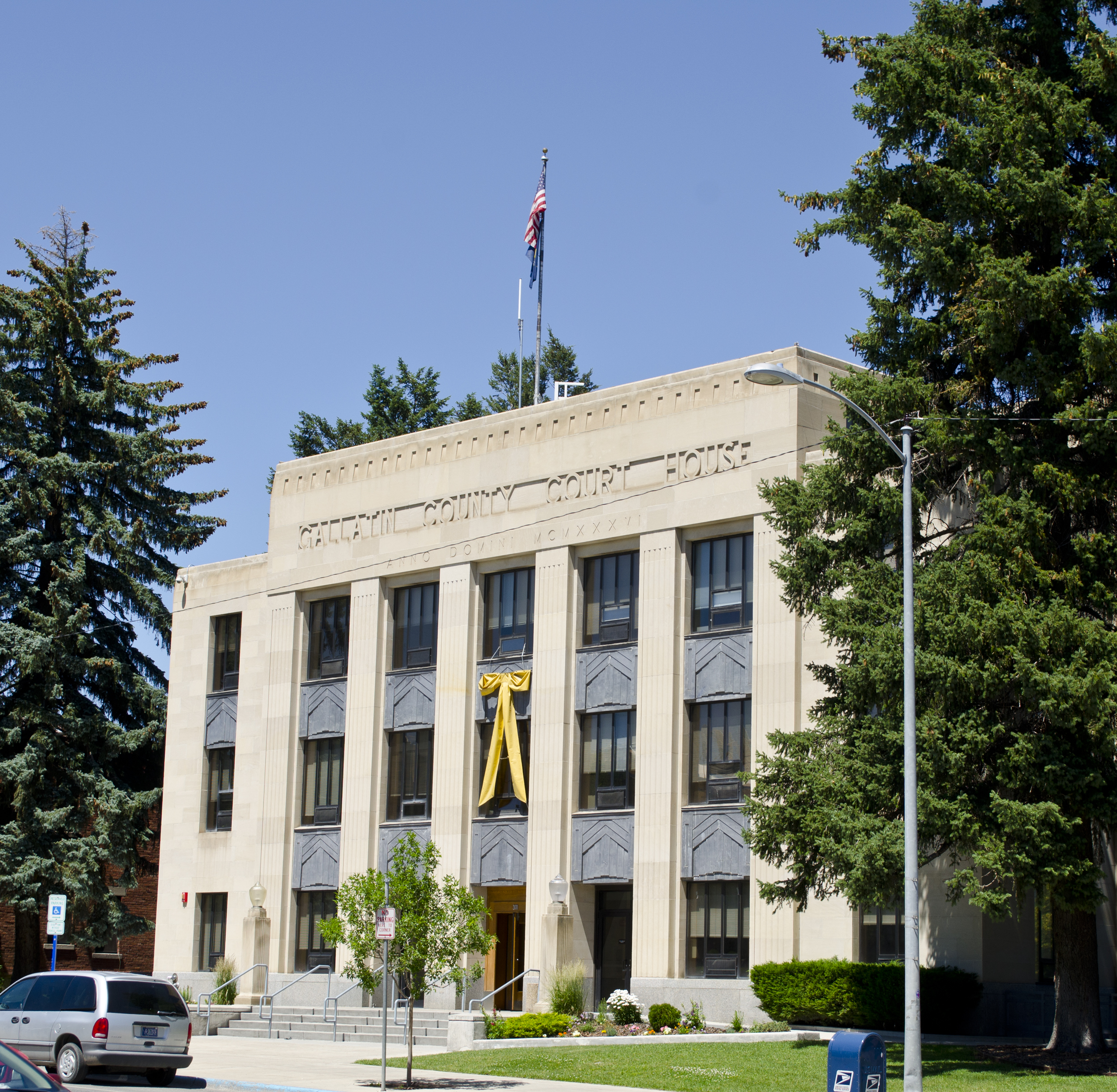
Gallatin County Courthouse